# 普里沃羅佳 (日托米爾州)
50°18′7″N 29°21′33″E / 50.30194°N 29.35917°E
普里沃羅佳（烏克蘭語：Привороття）是烏克蘭北部日托米爾州日托米爾區布鲁西利夫市镇的村莊，始建於1525年，面積11.69平方公里，海拔高度188米，2001年人口803，人口密度每平方公里68.69人。